# 1960 год в науке
В 1960 году произошли различные научные и технологические события, некоторые из которых представлены ниже.

## События
- Вышел первый выпуск научного журнала «Journal of Mathematical Physics»
- 13 марта — полное лунное затмение в экваториальной зоне Земли (фаза 1,52)[1].
- 27 марта — частное солнечное затмение (максимальная фаза 0,7058)[2].
- 5 сентября — полное лунное затмение в экваториальной зоне Земли (фаза 1,42)[1].
- 20 сентября — частное солнечное затмение (максимальная фаза 0,6139)[3].

## Достижения человечества
- 1 апреля — США запускает спутник слежения за погодой.
- 15 мая — запущен на орбиту Земли «Спутник-4».
- 16 мая — изобретение лазера Теодором Мейманом.
- 19 августа — Советский Союз запускает «Спутник-5», на борту которого находились собаки Белка и Стрелка, 40 мышей, 2 крысы, а также некоторые виды растений. Космический аппарат возвратился на Землю на следующий день и все животные были в целости и сохранности. Это первые живые существа, совершившие орбитальный полёт и возвратившиеся на Землю.

### Открытия
- Были зарегистрированы радиоисточники, совпадающие в оптическом диапазоне со слабыми звездообразными объектами. Позднее они были названы квазарами.
- Под руководством Дж. Кюнцлера открыт сверхпроводящий материал ниобий-олово (станнид триниобия, Nb3Sn), проволока из которого способна при температуре 4,2 К, находясь в магнитном поле величиной 8,8 Тл, пропускать ток плотностью до 100 кА/см². Этот сверхпроводник стал первым, способным выдерживать такие большие магнитные поля без потери своих свойств.
- Выполнен эксперимент Паунда и Ребки, подтвердивший существование гравитационного красного смещения фотонов, которое рассматривается как проявление гравитационного замедления времени, эффекта общей теории относительности.

## Награды
- Нобелевская премия
  - Физика — Дональд Артур Глазер «За изобретение пузырьковой камеры».
  - Химия
  - Медицина и физиология
- Медаль Левенгука
  - Андре Львов (Франция)

## Скончались
- 22 апреля — Дэвид Мэги (род. 1877), американский классический филолог (антиковед), академик[4].
- 8 мая — Уайтхед, Джон Генри Константайн (род. 1904) — английский математик.
- 16 июля –  Мануэль Гамио, мексиканский археолог и этнограф.